# Bolesław Orlikowski
Bolesław Orlikowski (ur. 5 października 1940 w Jarcewie) – polski siatkarz i trener siatkówki.

## Życiorys
W czasie nauki w Technikum Rolniczym w Słupsku był zawodnikiem MKS Palestra Słupsk i Czarnych Słupsk. Po ukończeniu szkoły średniej w 1960 został zawodnikiem Astorii Bydgoszcz. 20 września 1961 wystąpił jedyny raz w reprezentacji Polski seniorów, w towarzyskim spotkaniu z Turcją. W latach 1963–1964 reprezentował Pogoń Szczecin, z którą występował w I lidze. W drugiej połowie lat 60. był graczem Chełmca Wałbrzych (także w I lidze), równocześnie prowadził drużynę juniorską tego klubu. Pod koniec lat 60. wyjechał do Jastrzębia-Zdroju i do 1974 prowadził tamtejszego Górnika (następnie GKS) jako grający trener.
Od 1974 pracował w Polskim Związku Piłki Siatkowej, m.in. prowadził reprezentację Polski juniorów na mistrzostwach Europy w 1979 (8. miejsce), a w pierwszej połowie bez sukcesów reprezentację Polski juniorek. W latach 1984–1986 był trenerem węgierskiej drużyny Csepel Budapeszt, a w drugiej połowie lat 80. ponownie reprezentację Polski juniorów. W sezonie 1990/1991 był trenerem męskiej drużyny KS Jastrzębie Borynia i sięgnął z nią po brązowy medal mistrzostw Polski. W sezonie 1991/1992 prowadził w serii B I ligi Resovię. W kolejnych latach pracował jeszcze z juniorskimi drużynami w Legii Warszawa, UKS Piława i UKS Dębina Nieporęt. W 1994 należał do założycieli Szkolnej Ligi Siatkówki Szkół Średnich w Warszawie, wygrywał ją w 1996 i 1997 z drużyną Zespołu Szkół Łączności

## Odznaczenia
- Złota Odznaka „Za Zasługi dla Sportu” – 2024[6]